# Eilema intersecta
Eilema intersecta là một loài bướm đêm thuộc phân họ Arctiinae, họ Erebidae.